# Nowowarschawka
Nowowarschawka (russisch Нововарша́вка) ist eine Siedlung städtischen Typs in der Oblast Omsk in Russland mit 5890 Einwohnern (Stand 14. Oktober 2010).

## Geographie
Der Ort liegt etwa 120 km Luftlinie südöstlich des Oblastverwaltungszentrums Omsk im südlichen Teil des Westsibirischen Tieflands. Er ist gut 3 km vom linken Ufer des Irtysch und etwa 40 km von der Grenze zu Kasachstan entfernt.
Nowowarschawka ist Verwaltungszentrum des Rajons Nowowarschawski sowie Sitz der Stadtgemeinde Nowowarschawskoje gorodskoje posselenije, zu der außerdem das 3 km südsüdöstlich gelegene Dorf Krasny Jar gehört.

## Geschichte
Der Ort wurde 1901 von Umsiedlern aus dem Gebiet der heutigen Ukraine, vom Don und aus der Powolschje (Gouvernement Samara) gegründet. Zunächst trug er dem Namen Rytowka.  1911/1912 trafen deutsche Siedler von der Krim ein, 1917 entstand unweit mit Rytowka Wtoraja oder kurz Rytowka-2 eine weitere Siedlung. 1921 erhielten die zusammengeschlossenen Ortschaften den heutigen Namen, abgeleitet vom russischen Nowaja Warschawa, „Neu-Warschau“: mehrere der Initiatoren der Umbenennung waren als russische Armeeangehörige im Ersten Weltkrieg in Warschau.
Am 20. Dezember 1940 kam Nowowarschawka zum neu geschaffenen Drobyschewski rajon. 1947 wurde dessen Verwaltungssitz aus dem 20 km südlich gelegenen Dorf Drobyschewo nach Nowowarschawka verlegt. Nach der zwischenzeitlichen Auflösung des Rajons 1963 wurde er bereits 1964 unter seinem heutigen Namen wiedererrichtet. Seit 1986 besitzt Nowowarschawka den Status einer Siedlung städtischen Typs.

### Bevölkerungsentwicklung
| Jahr | Einwohner |
| ---- | --------- |
| 1959 | 3110      |
| 1970 | 4251      |
| 1979 | 5279      |
| 1989 | 6554      |
| 2002 | 6566      |
| 2010 | 5890      |

Anmerkung: Volkszählungsdaten

## Verkehr
Am gegenüberliegenden, rechten Ufer des Irtysch, über den eine Autofähre verkehrt, beim nur 7 km entfernten Rajonzentrum Tscherlak, verläuft die föderale Fernstraße A320 (ehemals M38, zugleich Europastraße 127) von Omsk zur kasachischen Grenze (dort weiter Richtung Pawlodar – Semei – Saissan – chinesische Grenze). Von Nowowarschawka verläuft am linken Ufer des Irtysch aufwärts die Regionalstraße 52N-292 in das Dorf Jermak unweit der Siedlung Bolschegriwskoje. Von Nowowarschawka zunächst in westlicher Richtung führt die 52K-29 nach Tawritscheskoje. Über diese kann auch die gut 15 km entfernte, nächstgelegene Bahnstation Ljubowka bei Kilometer 123 der auf diesem Abschnitt 1960 eröffneten und seit 1979 elektrifizierten „Mittelsibirischen Magistrale“ Omsk – Karassuk – Srednesibirskaja (bei Barnaul) erreicht werden.